# Giro di Lombardia 1965
Il Giro di Lombardia 1965, cinquantanovesima edizione della corsa, fu disputata il 16 ottobre 1965, su un percorso totale di 266 km. Fu vinta dall'britannico Tom Simpson, giunto al traguardo con il tempo di 6h47'00" alla media di 39,214 km/h, precedendo l'olandese Gerben Karstens ed il francese Jean Stablinski.
Presero il via da Milano 116 ciclisti e 37 di essi portarono a termine la gara.

## Ordine d'arrivo (Top 10)
| Pos. | Corridore         | Squadra     | Tempo    |
| ---- | ----------------- | ----------- | -------- |
| 1    | Tom Simpson       | Peugeot     | 6h47'00" |
| 2    | Gerben Karstens   | Televizier  | a 3'11"  |
| 3    | Jean Stablinski   | Ford France | s.t.     |
| 4    | Franco Bitossi    | Springoil   | s.t.     |
| 5    | Gianni Motta      | Molteni     | s.t.     |
| 6    | Raymond Poulidor  | Mercier-BP  | s.t.     |
| 7    | Michele Dancelli  | Molteni     | a 3'33"  |
| 8    | Jacques Anquetil  | Ford France | s.t.     |
| 9    | Marcello Mugnaini | Maino       | s.t.     |
| 10   | Willy Monty       | Pelforth    | s.t.     |